# Reinhard Bork
Reinhard Bork (* 24. Februar 1956 in Köln) ist ein deutscher Rechtswissenschaftler.

## Leben
Nach seinem Abitur in Krefeld studierte Bork von 1975 bis 1980 Rechtswissenschaften an der Westfälischen Wilhelms-Universität Münster und trat dort 1976 der katholischen Studentenverbindung A.V. Zollern Münster im CV bei.
Sein Referendariat absolvierte er zwischen 1980 und 1982 in Lübeck, Schleswig, Speyer und Washington, D. C. Von 1982 bis 1984 war er bei Helmut Kollhosser an der Universität Münster tätig. 1984 wurde er mit einer Arbeit über das Verfahren vor den Ethik-Kommissionen der medizinischen Fachbereiche zum Dr. iur. promoviert. 1988 habilitierte er sich mit der Schrift Der Vergleich und erhielt die venia legendi für die Fächer Bürgerliches Recht, Handels- und Wirtschaftsrecht sowie Zivilprozessrecht.
Nach Lehrstuhlvertretungen an der Universität Bielefeld und der Rheinischen Friedrich-Wilhelms-Universität Bonn erhielt er 1989 einen Ruf an die Universität Bonn auf die Professur für Bürgerliches Recht. 1992 wechselte er an die Universität Hamburg auf die Professur für Zivilprozessrecht und Allgemeines Prozessrecht in Nachfolge von Karl August Bettermann.
Von 1992 bis 1998 war Bork nebenamtlich Richter am Hanseatischen Oberlandesgericht Hamburg, und zwar als Beisitzer in dem für Kartell-, Patent- und Wettbewerbssachen zuständigen 3. Zivilsenat.
Bork hat zahlreiche wissenschaftliche Arbeiten, Bücher und Kommentare publiziert. 1990 wurde seine Habilitationsschrift mit dem 1990 erstmals verliehenen Harry-Westermann-Preis ausgezeichnet. Rufe an die Universitäten Köln, Göttingen, Tübingen und zuletzt Bonn lehnte er ab.
Bork verbrachte im akademischen Jahr 2010/2011 als Robert S. Campbell Visiting Fellow einen Forschungsaufenthalt an der Universität Oxford. Seit 2012 fördert er die strukturierte Doktorandenausbildung im Hamburger Graduiertenkolleg Albrecht Mendelssohn Bartholdy Graduate School of Law.